# Decreto del 9 de febrero de 1825
El Decreto del 9 de febrero de 1825 es un conjunto de artículos que promulgó el General Antonio José de Sucre, con el fin de llamar a una reunión a todos los representantes de las provincias del Alto Perú, para resolver el destino de tales provincias. Al ver Sucre que los dirigentes tenían un sentimiento autonomista muy fuerte decidió convocar a las provincias de Charcas a una asamblea constituyente para poder resolver el problema.

## Antecedentes
El 1 de febrero de 1825, el general Sucre había entrado a Puno junto con el Ejército Libertador. Ahí se le unió el doctor Casimiro Olañeta , sobrino del último de los generales realistas del Alto Perú, para darle un mensaje, el de promulgar un decreto con el fin de convocar a asamblea, para definir el futuro de las provincias del Alto Perú.

## Decreto del 9 de febrero de 1825
El 7 de febrero, Sucre llegó a La Paz, donde fue recibido bajo aclamaciones multitudinarias. Dos días después dictó el decreto del 9 de febrero, en el que mandó que una asamblea de diputados del Alto Perú se reuniese en Oruro y decidiera libremente la suerte de estos territorios. El 9 de febrero de 1825 el mariscal de Ayacucho promulgó el decreto que fue pilar fundamental para la formación de un nuevo estado.

## Contenido y artículos
Considerando: CONTIENE 5 CONSIDERANDOS..
1-er Considerado.- Que al pasar el Desaguadero el ejército libertador ha tenido el solo objeto de redimir las provincias del Alto Perú hoy Bolivia , de la opresión española; dejándolas en la posesión de sus derechos.
2-do Considerado.- Que no correspondiendo al ejército intervenir en los negocios domésticos de estos pueblos, es necesario que las provincias organicen un gobierno que provea a su conservación, puesto que el ejército ni quiere ni debe regirlas por sus leyes militares, ni tampoco puede abandonarlas...
3-er Considerado.- Que el antiguo Virreinato de Buenos Aires, a quien ellas pertenecían a tiempo de la revolución de América, carece de un gobierno general que represente completa, legal y legítimamente la autoridad de todas las provincias, y que no hay, por consiguiente, con quien entenderse para el arreglo de ellas.
Decreto:
1-er Decreto.- Las provincias que se han conocido con el nombre del Alto Perú, quedarán dependientes de la primera autoridad del ejército libertador, mientras una asamblea de diputados de ellas mismas delibere su suerte.....
2-Decreto.- Esta Asamblea se compondrá de los diputados que se eligieren en juntas de parroquias y de provincias.
3-er Decreto.- El 12 de marzo próximo se reunirán indispensablemente los Ciudadanos de cada parroquia en el lugar más público, presididos del alcalde del pueblo, y cura párroco, y elegirán nominalmente cuatro electores, antecediendo a esta diligencia de nombramiento   de dos escrutadores, y un secretario.
18-vo Decreto.- El objeto de la Asamblea General será sancionar un régimen de gobierno provisorio, y decidir sobre la suerte y los destinos de estas provincias, como sea más conveniente a sus intereses felicidad; y mientras una resolución final, legitime y uniforme, quedarán regidas conforme al Artículo 1-ro